# Europejskie Forum Gwarantów Depozytów
Europejskie Forum Gwarantów Depozytów (EFDI, ang. European Forum of Deposit Insurers) – międzynarodowe stowarzyszenie działające na zasadzie non-profit (zgodnie z prawem belgijskim) z siedzibą w Brukseli.
Przewodniczącym Zarządu stowarzyszenia jest Roberto Moretti. W skład EFDI wchodzi 68 systemów gwarantowania depozytów oraz systemów rekompensat dla inwestorów z 44 krajów.

## O EFDI
Europejskie Forum Gwarantów Depozytów zostało założone 11 października 2002 roku przy wsparciu Komisji Europejskiej. 25 członków założycieli podjęło wspólnie decyzję o utworzeniu forum wzajemnej wymiany informacji. 22 czerwca 2007 EFDI przyjęło status prawny Międzynarodowego Stowarzyszenia zgodnie z prawem belgijskim (INPA – AISBL).
Siedziba EFDI mieści się w Brukseli natomiast biuro Przewodniczącego EFDI oraz sekretariat EFDI w Rzymie. W skład EFDI wchodzi 68 instytucji członkowskich (57 systemów gwarantowania depozytów, ang. Deposit Guarantee Schemes (DGS)) oraz członkowie stowarzyszeni (11 systemów rekompensat dla inwestorów (ICS) z 44 państw członkowskich Rady Europy (Art. 6 Statutu EFDI)). EFDI współpracuje z głównymi organizacjami europejskimi i międzynarodowymi, w szczególności z Komisją Europejską, Europejskim Bankiem Centralnym, Europejskim Urzędem Nadzoru Bankowego (EBA), Bankiem Światowym, Międzynarodowym Funduszem Walutowym, Europejskim Okrągłym Stołem do spraw Usług Finansowych (EFSR), Europejską Federacją Bankową (EBF) oraz Międzynarodowym Stowarzyszeniem Gwarantów Depozytów (IADI).

## Cel działalności EFDI
Podstawowym celem EFDI jest dążenie do zapewnienia stabilności systemów finansowych poprzez promowanie współpracy europejskiej i międzynarodowej w obszarze gwarantowania depozytów, rozwiązywania kryzysów, rekompensaty dla inwestorów, jak również promowanie dyskusji, wymiany doświadczeń i informacji w tym zakresie.
EFDI zajmuje się także omawianiem regulacji prawnych i innych tematów będących przedmiotem zainteresowania instytucji gwarantujących depozyty, a także badaniem kwestii transgranicznych i efektywniejszą współpracą między państwami europejskimi w tym zakresie, jak również współpracą z instytucjami gwarantującymi depozyty spoza Europy. Działania EFDI obejmują także przegląd oraz wdrażanie dyrektywy Parlamentu Europejskiego i Rady Europy w sprawie systemów gwarancji depozytów.
EFDI nie formułuje wiążących oświadczeń w imieniu swoich członków. Może wyrażać opinie członków lub członków podgrup jedynie po uprzedniej ich zgodzie. Oświadczenia oraz działania EFDI nie naruszają suwerenności jego członków.

## Komitet ds. Unii Europejskiej
EFDI ustanowiło Komitet ds. Unii Europejskiej, w skład którego wchodzą instytucje gwarantujące depozyty ze wszystkich państw członkowskich Unii. Komitet ds. Unii Europejskiej zajmuje się ustalaniem kierunku działania EFDI odnośnie do ustawodawstwa Unii Europejskiej dotyczącego gwarancji depozytów, dostarczaniem Komisji Europejskiej (oraz wszelkim innym instytucjom Unii Europejskiej lub z nią powiązanym) oświadczeń lub odpowiedzi odnośnie do działań EFDI, raportowaniem Komisji Europejskiej (oraz wszelkim innym instytucjom Unii Europejskiej lub z nią powiązanym) o wszelkich dyskusjach członków EFDI na temat działań stowarzyszenia, reprezentowaniem EFDI przed Komisją Europejską (lub jakąkolwiek inną instytucją Unii Europejskiej lub z nią powiązaną) odnośnie do sposobu działania EFDI.
Zgodnie z treścią Art. 31 Statutu EFDI Komitet ds. Unii Europejskiej jest kierowany przez Przewodniczącego EFDI (Roberto Morettiego). Na koordynatora Komitetu. Zarząd EFDI wybrał Alexa Kuczynskiego.

## Komitet ds. kontaktów z mediami (PR)
EFDI powołało także spośród swoich członków Komitet ds. kontaktów z mediami, który składa się z ekspertów w zakresie PR. Komitet ds. PR zajmuje się wszelkimi kwestiami związanymi z kontaktami z mediami, które dotyczą ochrony depozytów oraz rekompensat dla inwestorów. Głównym celem działania Komitetu jest wymiana doświadczeń związanych z komunikacją w czasie kryzysu, jak również pogłębianie świadomości społeczeństwa na temat systemów gwarantowania depozytów w krajach członkowskich EFDI.
Rzecznikiem Prasowym EFDI. jest dr Stephan Rabe. Przewodniczy on także Komitetowi ds. PR.

## Grupa robocza ds. systemu rekompensat dla inwestorów
Grupa robocza ds. systemu rekompensat dla inwestorów (ang. Investor Compensation Scheme Working-Group) składa się z 35 instytucji, w tym z 11 systemów rekompensat dla inwestorów (będących Członkami Stowarzyszonymi EFDI) oraz 24 systemów gwarantowania depozytów, które w swoim mandacie mają wypłatę rekompensat dla inwestorów.
Grupa robocza zajmuje się regulacjami prawnymi Unii Europejskiej dotyczącymi systemu rekompensat dla inwestorów, a w szczególności monitorowaniem procesu legislacyjnego Dyrektywy w sprawie systemu rekompensat dla inwestorów (97/9/WE), poprzez organizowanie spotkań, wymianę poglądów oraz wnioskowanie o wyjaśnienia do Parlamentu Europejskiego oraz reprezentantów Komisji. Grupa monitoruje także prace Komisji Europejskiej oraz prowadzi współpracę międzynarodową.

## Grupa robocza ds. uporządkowanej likwidacji
Grupa robocza ds. uporządkowanej likwidacji przeprowadza analizy oraz wydaje Zarządowi EFDI rekomendacje dotyczące procesu postępowania naprawczego oraz metody/ planu uporządkowanej likwidacji banków. W rezultacie EFDI może przedstawiać zagadnienia z tego zakresu na poziomie europejskim i międzynarodowym.
Szczególne znaczenie dla członków EFDI ma związek pomiędzy systemami gwarantowania depozytów i funduszami przeznaczonymi na finansowanie procesu uporządkowanej likwidacji.

## Członkostwo

### Pełnoprawni członkowie
- Albania – Albanian Deposits Insurance Agency (ADIA)
- Armenia – Armenian Deposit Guarantee Fund
- Austria – Deposit Protection Company of the Austrian Commercial Banks
- Austria – Hypo-Haftungsgesellschaft mbH
- Austria – Österreichische Raiffeisen-Einlagensicherung reg. Gen. mbH
- Austria – Österreichischer Genossenschaftsverband Schulze – Delitzsch
- Austria – Österreichischer Sparkassenverband
- Azerbejdżan – Deposit Insurance Fund
- Belgia – Deposit and Financial Instrument Protection Fund
- Bośnia i Hercegowina – Deposit Insurance Agency
- Bułgaria – Bulgarian Deposit Insurance Fund (BDIF)
- Chorwacja – State Agency for Deposit Insurance and Bank Rehabilitation
- Cypr – Deposit Protection Scheme
- Czechy – Deposit Insurance Fund
- Dania – The Danish Guarantee Fund for Depositors and Investors managed by the Financial Stability Company
- Estonia – Guarantee Fund
- Finlandia – The Deposit Guarantee Fund
- Francja – Fonds de Garantie des Dépôts – FGD – (Deposit Guarantee and Investors Garantee fund)
- Grecja – Hellenic Deposit and Investment Guarantee Fund (HDIGF)
- Hiszpania – Deposit Guarantee Fund of Credit Institutions
- Holandia – Collective Guarantee Scheme of Credit Institutions for Repayable Funds and Portfolio Investments
- Islandia – Icelandic Depositors and Investor Guarantee Fund
- Irlandia – Irish Deposit Protection Scheme
- Jersey – Finance Industry Development – Economic Development
- Liechtenstein – The Liechtenstein Bankers Association
- Litwa – Deposit and Investment Insurance
- Luksemburg – Deposit Guarantee System
- Łotwa – Financial and Capital Market Commission of Latvia
- Macedonia – Deposit Insurance Fund
- Malta – Depositor CompensationScheme
- Montenegro – Deposit Protection Fund
- Niemcy – Deposit Protection Fund
- Niemcy – Depositor Compensation Scheme of the Association of German Public Sector Banks GmbH
- Niemcy – Deposit-Protection Fund of the Association of German Public Sector Banks e.V.
- Niemcy – German Saving Banks Association
- Niemcy – National Association of German Cooperative Banks
- Niemcy – The German Private Commercial Banks Compensation Scheme for Investors
- Norwegia – Bank Guarantee Fund
- Polska – Bank Guarantee Fund
- Polska – TUW SKOK
- Portugalia – Fundo de Garantia do Credito Agricola Mutuo
- Portugalia – Deposit Guarantee Fund
- Rosja – Deposit Insurance Agency
- Rumania – Bank Deposit Guarantee Fund
- San Marino – Central Bank of San Marino
- Serbia – Deposit Insurance Agency
- Słowacja – DepositProtection Fund
- Słowenia – BankaSlovenije
- Szwajcaria – Deposit Protection of Swiss Banks and Securities Dealers
- Szwecja – Deposit Guarantee Board
- Turcja – Savings Deposit Insurance Fund
- Ukraina – Bank Deposit Guarantee Fund
- Węgry – National Deposit Insurance Fund of Hungary (NDIF)
- Wielka Brytania – Financial Services Compensation Scheme (FSCS)
- Włochy – Bond Holders Guarantee Fund of Cooperative Credit Banks
- Włochy – Deposit Protection Fund for Co-operative Banks
- Włochy – Interbank Deposit Protection Fund

### Członkowie stowarzyszeni
- Bułgaria – Investor Compensation Fund
- Chorwacja – Central Depository & Clearing Company Inc.
- Czechy – Garanční Fond Obchodníků s Cennýmipapíry
- Finlandia – The Finnish Deposit Guarantee Fund – Federation of Finnish Financial Services
- Irlandia – The Investor Compensation Company Limited
- Norwegia – Norwegian Investor Compensation Scheme
- Portugalia – Investor Compensation Scheme
- Rumunia – Investor Compensation Fund
- Turcja – Turkish Investor Compensation Scheme
- Węgry – Investor Protection Fund
- Włochy – National Guarantee Fund

### Obserwatorzy
- Bank Rozrachunków Międzynarodowych (ang. Bank for International Settlements)
- Bank Światowy (ang. World Bank)
- Europejski Urząd Nadzoru Bankowego (ang. European Banking Authority)
- Europejski Bank Centralny (ang. European Central Bank)
- Europejski Bank Odbudowy i Rozwoju (ang. European Bank for Reconstruction and Development)
- Europejski Okrągły Stół Usług Finansowych (ang. European Financial Services Round Table, EFR)
- Komisja Europejska (ang. European Commission)
- Komisja Europejska – Joint Research Centre
- Międzynarodowy Fundusz Walutowy (ang. International Monetary Fund)
- Międzynarodowe Stowarzyszenie Gwarantów Depozytów (ang. International Association of Deposit Insurers)
- Światowy Instytut Banków Oszczędnościowych / Europejski Instytut Banków Oszczędnościowych (ang. World Savings Banks Institute aisbl /European Savings Banks Group aisbl)